# Räddningsstation Falsterbokanalen
Räddningsstation Falsterbokanalen är en av Sjöräddningssällskapets räddningsstationer.
Räddningsstation Falsterbokanalen ligger i norra delen av Falsterbokanalen. Den inrättades 2001 och har ett 40-tal frivilliga sjöräddare. 

## Räddningsfarkoster
- 15-02 Rescue Snow, ett 15,3 meter långt räddningsfartyg av Hallberg-Rassyklass, byggd 2020
- Rescue Ruben Rausing, av Gunnel Larssonklass, byggd 2016
- Rescuerunner SMS, byggd 2006
- Miljöräddningssläp Falsterbokanalen

## Tidigare räddningsfarkoster
- 12-29 Rescue Postkodlotteriet, ett 11,8 meter långt räddningsfartyg av Victoriaklass, byggd 2009, senare på Räddningsstation Munsö/Ekerö
- 3-18 Rescuerunner Linus Bergström